# أمريكيون يمنيون
الأمريكيون اليمنيون هم مواطنين من الولايات المتحدة تعود أصولهم إلى اليمن، من شبه جزيرة العرب أو يمكن وصفهم باليمنيين الذين يحملون الجنسية الأمريكية. وفقاً لتقديرات عام 2010، يعيش أكثر من 100 ألف يمني في الولايات المتحدة.

## تاريخياً
على الرغم من أن تاريخ وصول اليمنيون الأوائل غير معروف، يعتقد أن اليمنيين بدءوا بالهجرة إلى الولايات المتحدة بعد عام 1869، لكن ذكر ذلك ورد في سجلات فترة 1890. اكتسب أكثر اليمانيين الجنسية الأمريكية جرّاء مشاركتهم في القتال في الحرب العالمية الأولى والحرب العالمية الثانية. استقر المهاجرون اليمانيون في مجتمعات اللبنانيين المحلية في عدة مدن كمدينة نيويورك. كان اليمانيون في تلك المجتمعات قله كمسلمين، حيث كان اللبنانيون الأمريكيون ينتمون للطوائف المسيحية في الغالب؛ كما كان الأمريكيون من أصول سورية وفلسطينيو أمريكا من المسيحيين. بعد استقرارهم، انتقل العديد من اليمنيين غرباً بحثاً عن فرص عمل أفضل. في أماكن كثيرة من الولايات المتحدة الأمريكية، مثل شيكاغو وبروكلين ونيويورك وديربورن، ميشيغان (ميشيغان)، (سان فرانسيسكوا كاليفورنيا) ، كان أول رجال الأعمال اليمنيين أصحاب مقاهٍي ومحلات تجاريه لييع المواد الغذائيه . فإن هذه الشركات ليست من سمات الثقافة اليمنية في شيء، وأنه من المرجح أنهم تأثروا بالمجتمعات اللبنانية والفلسطينية.
عمل العديد من اليمنيين أيضاً في مصانع الإقليم الأوسط الشمالي الشرقي والمزارع في سان هواكين فالي في كاليفورنيا. منذ الكساد الكبير في 1929 الذي استمر حتى عام 1945، مع نهاية الحرب العالمية الثانية، تباطئت الهجرة اليمنية إلى الولايات المتحدة بشكل كبير. في عام 1945، هاجر العديد من اليمنيين إلى الولايات المتحدة الأمريكية من فيتنام، حيث عمل العديد من اليمنيين في تلك الفترة في المستودعات والمحلات التجارية، وعلى الأرصفة. كان العديد من المهاجرين اليمنيين أميين، لا يعرف القراءة والكتابة بالعربية، التي كانت لغتهم الأم. عام 1965 عندما تم القضاء على نظام الحصص للهجرة، أصبح حصول المزيد من اليمنيين على تأشيرات للإقامة في الولايات المتحدة والحصول على وظائف أكثر سهولة، ما أدى إلى زيادة كبيرة في أعداد المهاجرين اليمنيين. هذا ويمتاز المهاجرون اليمنيون في الولايات المتحدة في سنوات الهجرة التي وقعت عام 1970، بأن جميعهم تقريباً كانوا من الذكور البالغين.

## السكان
على الرغم من أن معظم الأمريكيين من أصل يمني مسلمون، إلا أن هناك بعض اليهود الأمريكيين من أصول يمنية، معظمهم من الذين هاجر آباؤهم أو أجدادهم إلى الولايات المتحدة عن طريق إسرائيل. توجد الجاليات اليمنية الكبيرة في بروكلين، وبوفالو، نيويورك ولاكاوانا وديربورن، ميشيغان وهامتراميك (ميتشيغان) وكنيسة فولز، فيرجينيا وشيكاغو وأوكلاند، كاليفورنيا وفريسنو، كاليفورنيا. يعيش حوالي 15000 يمني في شيكاغو، كما أن عدد لا بأس به يعيشون في ديربورن، ميشيغان. وصل عدد قليل من اليمنيين إلى شيكاغو حوالي عام 1900، لكن توافد عدد كبير منهم للعمل في شركة فورد في عشرينيات القرن الماضي. أجري مسح عن الأمريكيين العرب في ديترويت بعد أحداث 11 سبتمبر 2001، وجد أن اليمنيين يشكلون حوالي 9% من السكان العرب، وهم يشكلون أكبر العائلات فيها. لكنهم الأقل من حيث ملكية الأعمال بنسبة لا تتجاوز 3% مقارنة بالعرب الآخرين الذين يملكون 20% من الأعمال، في حين أنهم يشكلون النسبة الأعلى من حيث العمل في التجارة بنسبة 43% مقارنة بنسبة العرب الآخرين التي تتراوح بين 7% و17%.

## اللغة والدين
يتحدث الأمريكيون اليمنيون اللغتين الإنجليزية والعربية. وهم يتحدثون لهجات عربية عديدة، كلهجة منطقة صنعاء ولهجة مناطق اليمن الشمالية، واللهجة التعزية-العدنية، واللهجة اليمنية الجنوبية، واللهجة الحضرمية واللهجة اليهودية اليمنية. ومعظمهم مسلمون.